# Lendmann
Lendmann är en norsk vasalltitel från vikingatiden och medeltiden för personer som av norske kungen fått ett område att administrera, och där de för kungens räkning indrev skatter, varav de fick behålla delar för egen räkning. Lendmennen kan ses som en förelöpare till Norges adel och under Magnus Lagaböter (1238–1280) fick de norska lendmennen titeln baron.
Under vikingatågen förvärvade många norska hövdingar stora rikedomar och uppträdde med väpnade följen bestående av många hundra man. Sådana storbönder och vikingaköpmän mottog vanligtvis uppdrag som kungarnas ombud i sin hembygd och blev därigenom lendmenn.
Lendmennen var högättade personer, och titeln lendmann ärvdes ofta till deras söner, i motsats till årman som ofta var lågättade frigivna trälar eller deras ättlingar, vilka kunde vara förvaltare på kungsgårdar som lendmennen inte styrde.
Klassen var aldrig särskilt talrik och avtog i antal och inflytande efter vikingatågens slut, då den främsta rikedomskällan tilltäpptes samtidigt som krigarlynnet skaffade sig en avledare i inbördes fejder. Kung Sverre Sigurdsson införde titeln sysselman, vilken ersatte lendmenn och årmenn.